# Triphyllozoon rictum
Triphyllozoon rictum är en mossdjursart som beskrevs av Hayward 2004. Triphyllozoon rictum ingår i släktet Triphyllozoon och familjen Phidoloporidae. Inga underarter finns listade i Catalogue of Life.